# جنگارک پایین
جنگارک پایین، روستایی در دهستان بجاربازار بخش پیرسهراب شهرستان چابهار در استان سیستان و بلوچستان ایران است.

## جمعیت
بر پایه سرشماری عمومی نفوس و مسکن در سال ۱۳۹۵، جمعیت این روستا برابر با ۲۳۱ نفر (۵۳ خانوار) بوده‌است.